# LEO (家入レオのアルバム)
『LEO』（レオ）は、家入レオのオリジナルアルバム。2012年10月24日にビクターエンタテインメントから発売された。

## 解説
シングル「サブリナ」でのメジャーデビューから8ヶ月でのリリースとなるファーストアルバム。「サブリナ」などメジャーデビュー後にリリースされたシングル3本の収録曲を含む13曲を収録。
家入は本作について、「大人でも子どもでもない年代だから感じられる気持ちや葛藤を歌にしてきました。17歳の今だからこそ歌える作品をめいっぱい詰め込むことができたと思います」と話している。
初回限定盤には、3rdシングル「Bless You」のカップリング曲「イジワルな神様」のビデオクリップとそのメイキング映像、2012年8月に開催された音楽イベント「SETSTOCK'12」のライブ映像、およびメジャーデビュー前からの活動を記録したドキュメンタリー「LEO Files 2011-2012」を収録したDVDが付属する。また、先着でポスターも配布された。TSUTAYA RECORDSで発売されたものは先着で2013年1月に開催されるワンマンライブのライブレポーターの応募はがきが付属している。
オリコン週間アルバムチャートでは2012年11月5日付で初登場2位を記録し、翌週11月12日付でも2位を維持した。またBillboard JAPANのアルバムチャート「Billboard Japan Top Albums」では、2012年11月5日付で初登場1位を記録している。

## 収録曲
CD
| 全作詞: 家入レオ、全作曲: 西尾芳彦・家入レオ。 |                            |           |                    |                |      |
| #                                              | タイトル                   | 作詞      | 作曲・編曲         | 編曲           | 時間 |
| 1.                                             | 「サブリナ」               | 家入レオ  | 西尾芳彦・家入レオ | 三輪コウダイ   | 3:37 |
| 2.                                             | 「Last Stage」             | 家入レオ  | 西尾芳彦・家入レオ | 三輪コウダイ   | 3:26 |
| 3.                                             | 「Say Goodbye」            | 家入レオ  | 西尾芳彦・家入レオ | 三輪コウダイ   | 3:44 |
| 4.                                             | 「Shine」                  | 家入レオ  | 西尾芳彦・家入レオ | 三輪コウダイ   | 3:35 |
| 5.                                             | 「明日また晴れますように」 | 家入レオ  | 西尾芳彦・家入レオ | 三輪コウダイ   | 3:52 |
| 6.                                             | 「Second Dream」           | 家入レオ  | 西尾芳彦・家入レオ | 三輪コウダイ   | 3:10 |
| 7.                                             | 「キミだけ」               | 家入レオ  | 西尾芳彦・家入レオ | 三輪コウダイ   | 3:43 |
| 8.                                             | 「Bless You」              | 家入レオ  | 西尾芳彦・家入レオ | 鈴木Daichi秀行 | 3:53 |
| 9.                                             | 「Fake Love」              | 家入レオ  | 西尾芳彦・家入レオ | 鈴木Daichi秀行 | 4:10 |
| 10.                                            | 「Hello」                  | 家入レオ  | 西尾芳彦・家入レオ | 三輪コウダイ   | 4:09 |
| 11.                                            | 「ミスター」               | 家入レオ  | 西尾芳彦・家入レオ | 三輪コウダイ   | 4:06 |
| 12.                                            | 「Lady Mary」              | 家入レオ  | 西尾芳彦・家入レオ | 鈴木Daichi秀行 | 4:12 |
| 13.                                            | 「Linda」                  | 家入レオ  | 西尾芳彦・家入レオ | 三輪コウダイ   | 3:29 |
| 合計時間:                                      | 合計時間:                  | 合計時間: | 49:06              |                |      |

DVD（初回限定盤のみ）
| #  | タイトル | 作詞 | 作曲・編曲 |
| -- | --- | ---- | ---------- |
| 1. | 「イジワルな神様」(Music Video) |      |            |
| 2. | 「イジワルな神様」(Making) |      |            |
| 3. | 「Live from SETSTOCK'12」(1. BACK STAGE 1 / 2. Last Stage / 3. Shine / 4. Bless You / 5. サブリナ / 6. Say Goodbye / 7. BACK STAGE 2) |      |            |
| 4. | 「LEO Files 2011-2012」 |      |            |

### 楽曲解説
1. サブリナ
1stシングル。テレビアニメ『トリコ』2012年1-3月期エンディングテーマ。
2. Last Stage
本作収録以前からライブの定番曲であった[2][3]。
3. Say Goodbye
「Last Stage」同様にライブの定番曲[2][3]。
2012年10月17日からiTunes Store限定で先行配信。
4. Shine
2ndシングル。テレビドラマ『カエルの王女さま』主題歌。
5. 明日また晴れますように
6. Second Dream
7. キミだけ
8. Bless You
3rdシングル。音楽番組『COUNT DOWN TV』2012年9月度オープニングテーマ。
9. Fake Love
10. Hello
2ndシングル「Shine」カップリング曲。
11. ミスター
12. Lady Mary
13. Linda

## 演奏
- 三輪コウダイ：Guitars, Bass ＆ Other Instruments (#1-7.10.11.13)
- 鈴木Daichi秀行：Guitars, Bass ＆ Other Instruments (#8.9.12)
- 矢野博康：Drums (#7)
- 鹿島達也：Wood Bass (#7)
- 伊東ミキオ：Piano (#7)
- クラッシャー木村ストリングス：Strings (#7)